# Eusterinx diminuta
Eusterinx diminuta är en stekelart som beskrevs av Dasch 1992. Eusterinx diminuta ingår i släktet Eusterinx och familjen brokparasitsteklar. Inga underarter finns listade i Catalogue of Life.